# AndrosLand
«AndrosLand» («АндросЛенд») — український рок-гурт та студійний проект, заснований 2011 року в Києві. Перший студійний альбом гурту вийшов 2012 року. Станом на 2021 рік проект оприлюднив три повноформатні альбоми. Зараз гурт складається з двох музикантів (Олег Андрос, Ігор Чорновол).

## Історія
Музичний проект «AndrosLand» заснований Олегом Андросом у 2011 році. Жанри — акустичний рок, dream trance, new age, darkwave.
Концепція проекту — поєднувати тексти, що містять нотки невдоволення довколишнім світом, з танцювальним саундом. Обраний жанр музиканти іронічно характеризують як «gothic disco».
Репертуар і справді містить відсилки до готичної субкультури, однак у записах різного періоду присутні різноманітні жанри: від нью-ейджу до хеппі хардкору і синт-року. Так, перший студійний EP «All power to imagination» — це саунд 90-х і відповідні жанри: дрім-транс і варіації на тему. Другий альбом, «Прості чари» (LP) — це рок в усіх напрямках: готичний, симфонічний, поп-, етно-. У колабораціях Олега з іншими музикантами різноманіття ще більше: альтернативний рок, пост-рок, реп та ін.
Хронологічно першим музичним досвідом стало написання у 2006 р. Олегом Андросом та Ігорем Рудем пісні «Сонце». Дебютна пісня Олега, «Прості чари», була обіграна у 2009 році у складі: Олег (вокал), Марина Новікова (вокал) та Ірина Потока (гітара). Однак справа тоді закінчилася лише домашніми репетиціями та записами на диктофон. Професійні записи та аранжування починаються за 2 роки.
В 2009—2011 рр. Олег починає співробітництво з музикантами Ігорем Рудем та Андрієм Хавруком, які якраз записували дебютний альбом гурту «Несамостійний DRUГ» (Олег узяв участь у запису пісні «Ліфт»). Влітку 2011 р. Олег почав записувати власні пісні та інструментальні композиції на студії Андрія Хаврука. Восени 2011 р. була оприлюднена в соцмережах демо-версія пісні «Прості Чари» спільно з київськими вокалістами Михайлом Рибаком та Мариною Новіковою.
У грудні 2011 р. записані дві пісні з вокалом Олени Галкіної (Барди) — «Забутий народ» авторства Аеньї і «Gothic Muse» авторства Тайрекс і Bohemienne.
У 2012 р. розпочинається співробітництво із вокалісткою, засновницею проекту «Антара» Крістіною «Дзвінкою» Дзвін (вокал у «Rain» та «Київських елегіях»).
Навесні 2012 р. зібрався перший концертний склад проекту: Тайрекс — вокал, Олег Андрос — клавішні, Ігор Рудь — гітара. Група вперше виступила на фестивалі «Степограй-2012» в Кіровоградській області, де грає частково «електронну», а частково акустичну програму. Влітку 2012 р. до складу приєднаються Ліла Перегуда (вокал). Другим виступом гурту стає участь у фестивалі «Млиноманія-2012» у Вінницькій області.
Влітку 2012 р. йде робота над реміксом на пісню «Превышая скорость» санкт-петербурзького alternative-rock-гурту «Revolta», оприлюдненого у 2013 році як сингл. Влітку 2013 р. Олег зробив ремікс на пісню «Iksaur» білоруського гурту «t-U.bus». У 2012—2013 рр. в записі композицій бере участь мультиінструменталіст Антон Корольов, який додає в звучання AndrosLand нікельхарпу, колісну ліру та волинку.
У серпні 2012 р. Ліла Перегуда, Олег Андрос і Андрій Хаврук роблять «електронний» рімейк на середньовічну баладу «Herr Mannelig» (увійшла до альбому «Прості чари»).
У січні 2013 р. вперше на CD вийшов трек AndrosLand — ремікс на пісню «Tenebrae» проекту «Сонцесвіт» (музика Івана Лузана, слова Пауля Целана).
Наприкінці 2012 — на початку 2013 рр. оприлюднені в Інтернеті «All power to imagination» (LP) і «Прості чари» (EP), спільний з гуртом «Revolta» сингл «Превышая скорость».
У червні 2013 р. вийшов дебютний кліп AndrosLand спільно з Devushka Fевраль (пізніше змінила псевдо на Надъю) на пісню «Сонце» (режисер — Рім Ібрагімов).
У липні 2013 р. на лейблі «Artificial Sun» вийшов сингл «Сонце», рок-версія «Сонця» увійшла до збірки індастріал-року «Stahlbar. Vol.1».
Того ж року Ліла Перегуда зробила свою версію пісні «Квітка забуття», використавши частково текст Олега (для її музичного проекту «Zaprot Vokrys»). Ліла також взяла суттєву участь у аранжуванні кавера на пісню Dido «Hunter» (щодо якого очікується очищення прав і тому публікація відкладена).
У грудні 2013 р. до складу гурту увійшли Ігор Чорновол та Артем Власюк, що зумовило зміну «живого» звучання у бік синт-року.
На початку 2014 р. пісня AndrosLand «Квітка забуття» увійшла до збірки в жанрі dark electro «Elektrozorn. Vol. 1», «Забытый народ» — до збірки «Black Lighthouse 3». Навесні 2014 р. презентовано сингл «Happy hardc:-)re» (гумористичні експерименти з фолком і танцювальною електронікою), влітку 2014 р. — спільний з Олександром Троїцьким сингл «Это мгновение» (перший твір у жанрі «пост-рок»).
Спільно з київською співачкою Мариною Новіковою записані пісні «Погляд», «Прості чари» і «Gothic Muse», у 2014—2015 рр. Марина взяла участь у живих виступах групи.
У квітні 2015 р. презентовано дебютний сольний відеокліп на пісню «This world is not for sale» (режисер — Марина Ляпіна). Знімався кліп в тому числі на мистецькому хуторі Обирок на Чернігівщині. Публікація припала на вимушену перерву у концертній діяльності гурту у зв'язку зі службою Олега в армії.
У червні 2015 р. оприлюднено сингл «Київські елегії» за участі Надъю и Дзвінки, листопаді 2015 г. — сингл «Je chanterai» за участі київської скрипачки IVANA (Іванни Ворошилюк). Цього ж року музика Олега Андроса стала саундтреком до комедійно-сатиричного фільму київської режисерки Marianna de Mort «Інтернет-Апокаліпсис» (2015).
3 січня 2016 р. AndrosLand зіграли на Софійській площі в Києві за участі Дмитра Гончарука (віолончель) і за танцювальної підтримки групи «Jah Surya».
У 2016 р. вийшов наступний сингл, наслідок співпраці з Alex Troitskiy й пост-рокових експериментів — «Alsia».
У вересні 2016 р. вийшов другий повноформатний студійний альбом «Прості чари» (підсумок роботи 2012—2016 рр. на студії Івана Лузана «Soncesvit Studio»), лейбл — «Tenebris records». Восени того ж року оприлюднено перше професійно записане відео з двох концертів у клубі «Укроп» (автори — Марина Ляпіна і Макс Флуд).
У 2016—2017 р. Олег узяв участь як клавішник і вокаліст у експериментах творчого об'єднання Baranivka Music Lab (етнічні пісні у електронному та роковому аранжуванні).
У квітні 2018 р. оприлюднено EP «Зона призначення» (міні-альбом записаний на студіях Андрія Хаврука, Ігоря Дубового та Soncesvit Studio).
EP під назвою «Defy their laws» (з двома рок-версіями композицій з попередніх альбомів) був оприлюднений у 2018 році.
У 2020 році вийшов спільний з київською поетесою Семіазою сингл «Игра на поражение (Je chanterai)». Композиція — експеримент Олега в жанрах «new age» та «поп-рок». Автор продовжує стилістику, в якій були виконані його альбоми 2016 та 2018 років. Мелодії релізу натхненні арт-роковими роботами Майкла Олдфілда та фолковими — Лоріни МакКенніт. Поетичний текст Семіази (Насті Салміної) додає містики й сюрреалізму.
У 2021 році виконавиця Pretzel Ebb випустила спільний з Олегом Андросом сингл  «Хопіць сцішаць запал» з піснею українською та білоруською, на слова Василя Симоненка та білоруського поета Алєся Дударя. 

## Співпраця з художниками
Художники — автори обкладинок EP, синглів та LP гурту:
- Дизайн лого (у різні роки) — Олег Андрос, Ганна Путова, Ярослав Зень, Валерія Строгонова.
- «Прості чари» (single), «Сонце» (single), «Happy Hardcore» (single) — Ліла Перегуда (дизайн), Олег Андрос, Дар'я Сапожнікова (фото).
- «Київські елегії» (single) — Клавдія Куницька.
- «Je chanterai» (single) — Олег Андрос, Ася Гуріна.
- «Прості чари» (LP) — Ярослав Зень.
- «Зона призначення» (EP), «Defy their laws» (single), «Игра на поражение (Je chanterai)» (single) — Валерія Строгонова.
- «Это мгновение» (single) — Tiksus Design

## Склад
Теперішні учасники
- Олег Андрос — вокал (з 2013); клавішні (з 2011)
- Ігор Чорновол — ударні, джембе, каратали, шейкер, вокал (з 2013)

Колишні учасники
- Ігор Рудь — ритм-гітара, бас-гітара (2011—2017)
- Ліла Перегуда — вокал, телинка (2012—2018)
- Тайрекс — вокал (2012, 2019, 2021)
- Артем Власюк — бас-гітара (2013—2016)
- Дмитро Гончарук — віолончель (2016)
- Марина Новікова — вокал (2014—2015)

Сесійні учасники, які узяли участь у записах окремих пісень
Андрій Хаврук1 (клавішні), Михайло Рибак, Олена Галкіна, Крістіна Дзвін, Надъю (вокал), Іванна Ворошилюк (скрипка), Антон Корольов (волинка, колісна ліра, нікельхарпа), Іван Лузан1,2 (клавішні, гуслі, гітара), Ігор Дубовой (клавішні), Валентин Богданов (джембе)3, Дмитро Алексєєнко (бітбокс), Анастасія Салміна (речитатив).
1 — нині колишні учасники гурту «Тінь Сонця»
2 — учасник гурту «Сонцесвіт»
3 — учасник гурту «SWEETLO»

## Дискографія

### Студійні альбоми
- All power to imagination (2012)
- Прості чари (2016)
- Зона призначення (2018)

### Сингли
- «Прості чари» (2012)
- «Сонце» (2013)
- «Happy hardcore» (2014)
- «Это мгновение» (feat. Alex Troitskiy) (2014)
- «Київські елегії» (2015)
- «Je chanterai» (2015)
- Alex Troitskiy feat. AndrosLand — Alsia (2016)
- «Defy their laws» (2018)
- Игра на поражение (Je chanterai) (feat. Семиаза) (2020)
- Pretzel Ebb feat. Олег Андрос — Хопіць сцішаць запал (2021)

### Кліпи
| Рік  | Назва                        | Мова       | Режисер(и)    | Альбом        |
| ---- | ---------------------------- | ---------- | ------------- | ------------- |
| 2013 | «Сонце» (feat. Надъю)        | українська | Рім Ібрагімов | «Прості чари» |
| 2015 | «This world is not for sale» | англійська | Марина Ляпіна | «Прості чари» |

## Щодо назви гурту
Засновник гурту, автор більшості композицій — Олег Андрос, звідси й назва. В перекладі з грецької прізвище Олега означає «чоловік».
1. ↑  Назад в будущее (второй стимпанк-конвент в Косом капонире, Киев, 6.09.2014) | Статьи | Наш НеФормат. www.nneformat.ru. Архів оригіналу за 9 жовтня 2018. Процитовано 8 жовтня 2018.
2. ↑  С днем рождения, Дэйв! (DEPECHE MODE-вечеринка в клубе "44", Киев, 9.05.2014) | Статьи | Наш НеФормат. www.nneformat.ru. Архів оригіналу за 9 жовтня 2018. Процитовано 8 жовтня 2018.
3. ↑  Гурт AndrosLand оприлюднив кліп-ілюстрацію новітньої історії України. MusicInUA (укр.). 30 квітня 2015. Архів оригіналу за 9 жовтня 2018. Процитовано 8 жовтня 2018. [Архівовано 2018-10-09 у Wayback Machine.]
4. ↑  Marianna de Mort (6 лютого 2015), Кінокомедія "Інтернет-апокаліпсис" 2015, процитовано 8 жовтня 2018
5. ↑  Ми зіграли вперше на Софійській площі в Києві | Офіційна сторінка AndrosLand. androsland.in.ua (укр.). Архів оригіналу за 9 жовтня 2018. Процитовано 8 жовтня 2018.
6. ↑  AndrosLand презентує дебютний альбом «Прості чари» | Офіційна сторінка AndrosLand. androsland.in.ua (укр.). Архів оригіналу за 9 жовтня 2018. Процитовано 8 жовтня 2018. [Архівовано 2018-10-09 у Wayback Machine.]
7. ↑  Гурт AndrosLand випустив новий EP ‘Зона призначення’. Daily Metal (укр.). 25 квітня 2018. Архів оригіналу за 9 жовтня 2018. Процитовано 8 жовтня 2018.
8. ↑  Група | Офіційна сторінка AndrosLand. androsland.in.ua (укр.). Архів оригіналу за 8 жовтня 2018. Процитовано 8 жовтня 2018.
9. ↑  AndrosLand feat. Семиаза - Игра на поражение (сингл 2020 року). androsland.in.ua (українська) . 30 листопада 2020. Архів оригіналу за 16 січня 2021. Процитовано 1 грудня 2020. {{cite web}}: |first= з пропущеним |last= (довідка) [Архівовано 2021-01-16 у Wayback Machine.]
10. ↑  featon (3 грудня 2020). Київський музикант Олег Андрос і поетеса Семіаза представили нову пісню «Игра на поражение (Je chanterai)». Gothica Magazine (укр.). Архів оригіналу за 17 грудня 2020. Процитовано 6 грудня 2020.
11. ↑  Pretzel Ebb feat. Олег Андрос - Хопіць сцішаць запал (сингл 2021) | Офіційна сторінка AndrosLand. www.androsland.in.ua. Архів оригіналу за 24 червня 2021. Процитовано 23 червня 2021. [Архівовано 2021-06-24 у Wayback Machine.]

## Відео
- https://youtu.be/v8551IJIQ2w Відео пісні AndrosLand — This world is not for sale.